# Брук-ан-дер-Мур
Брук-на-Мурі (нім. Bruck an der Mur) — місто у федеральній землі Штирія, Австрія. 
Входить до складу округу Брук-Мюрццушлаг.  Населення становить 13 333 особи (станом на 31 грудня 2005 року). Займає площу 38,40 км². 

## Політична ситуація
Бургомістр комуни — Бернд Розенбергер (СДПА) за результатами виборів 2005 року.
Рада представників комуни (нім. Gemeinderat) складається з 31 місця.
- СДПА займає 22 місця.
- АНП займає 6 місць.
- АПС займає 2 місця.
- Австрійські зелені займають 1 місце.

## Відомі уродженці
У місті народився сучасний австрійський художник і скульптор Ервін Вурм.

## Галерея

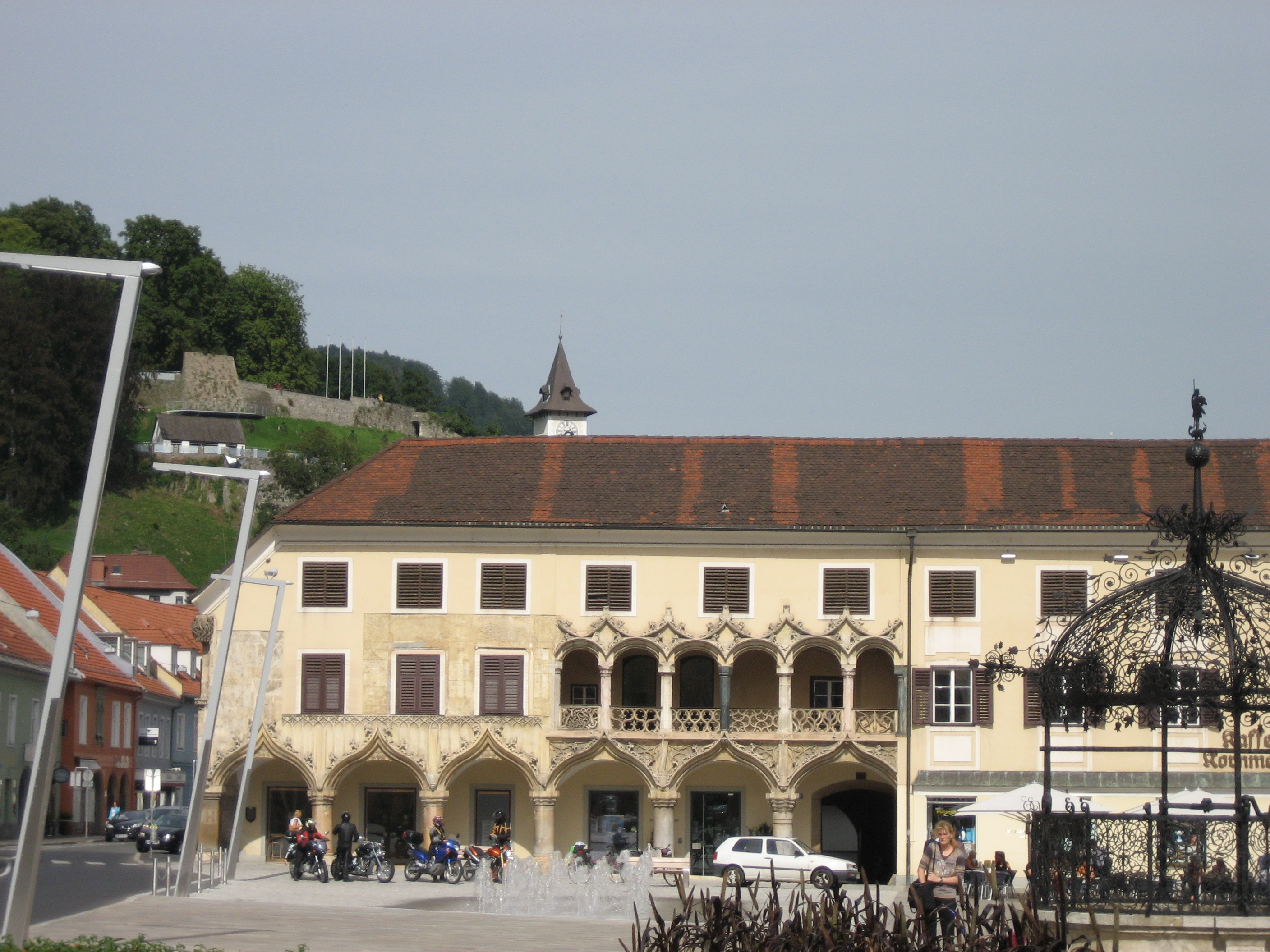
Замок
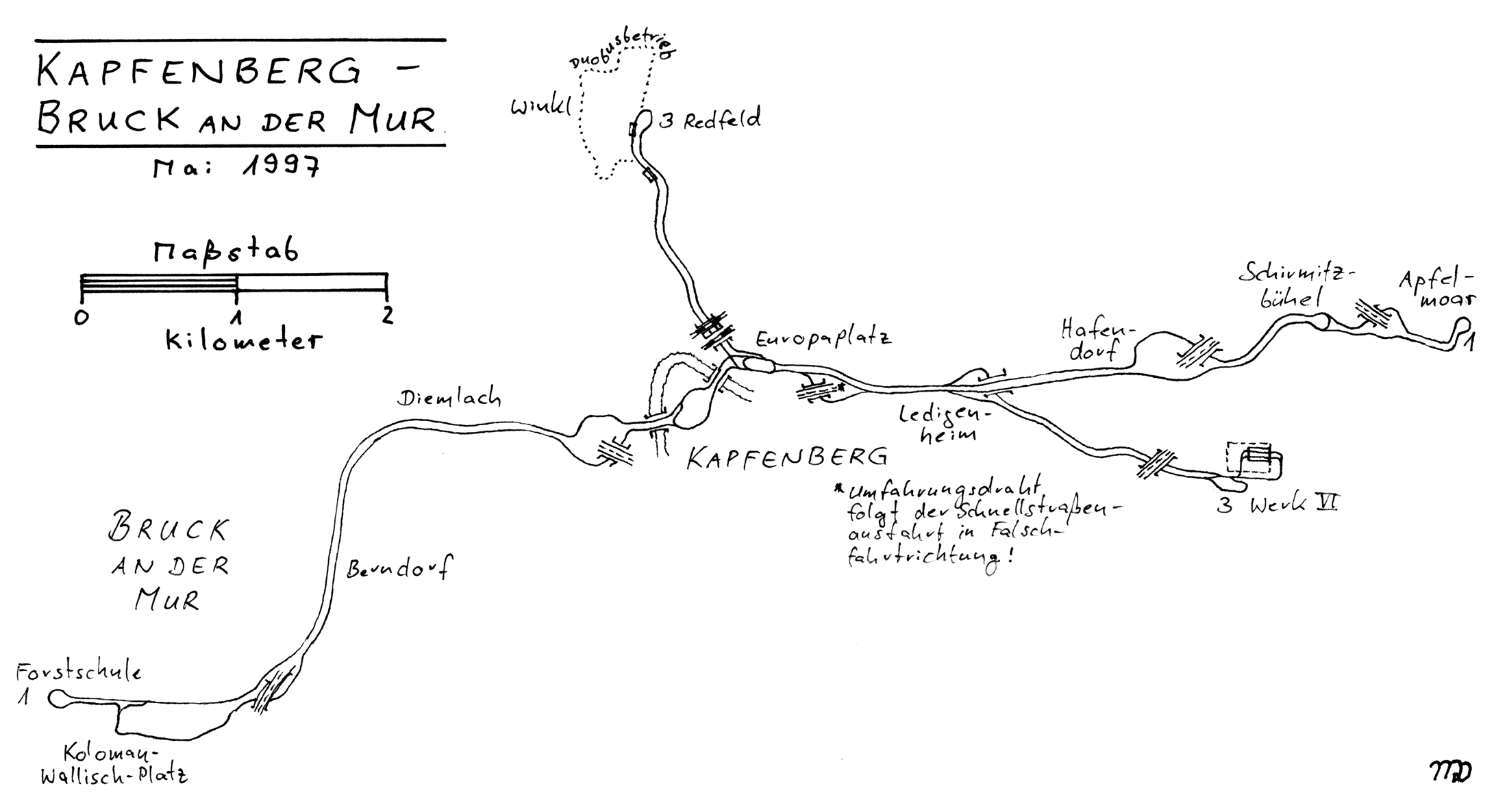
Брук-ан-дер-Мур 1997 року